# Calyptrochaeta boniana
Calyptrochaeta boniana är en bladmossart som beskrevs av Benito C. Tan och Iwatsuki 1993. Calyptrochaeta boniana ingår i släktet Calyptrochaeta och familjen Hookeriaceae. Inga underarter finns listade i Catalogue of Life.